# El Oued (stad)

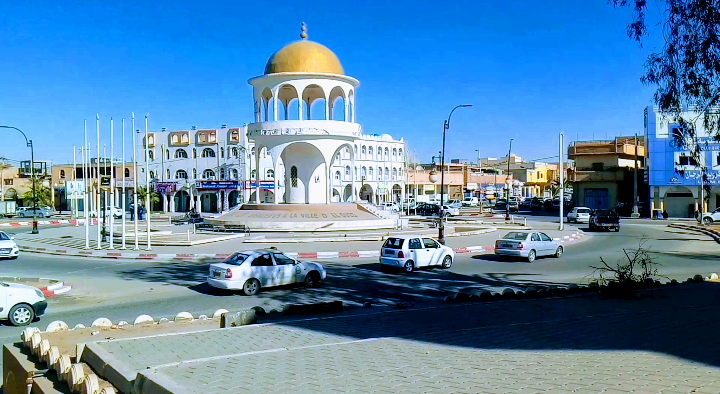
El Oued

El Oued is een stad in Algerije en is de hoofdplaats van de provincie El Oued.
El Oued telt naar schatting 144.000 inwoners.